# Droßdorf (Groitzsch)
Droßdorf war ein Dorf nordwestlich von Borna, das in den Jahren 1982 und 1983 dem Braunkohlebergbau durch den Tagebau Schleenhain zum Opfer gefallen ist. Seine Flur gehört heute zur Ortschaft Großstolpen der Stadt Groitzsch im Landkreis Leipzig (Freistaat Sachsen).

## Geographische Lage und Verkehr
Droßdorf lag in der Leipziger Tieflandsbucht zwischen Borna im Südosten und Groitzsch im Nordwesten. Es lag an der B 176 und hatte einen Bahnhof an der heute stillgelegten Bahnstrecke Neukieritzsch–Pegau. Die devastierte Ortslage befindet sich heute im Norden des Abbaufelds „Schleenhain“ des Tagebaus Vereinigtes Schleenhain östlich von Pödelwitz und nördlich der neu trassierten B 176. Im Nordosten liegt Neukieritzsch.

## Geschichte

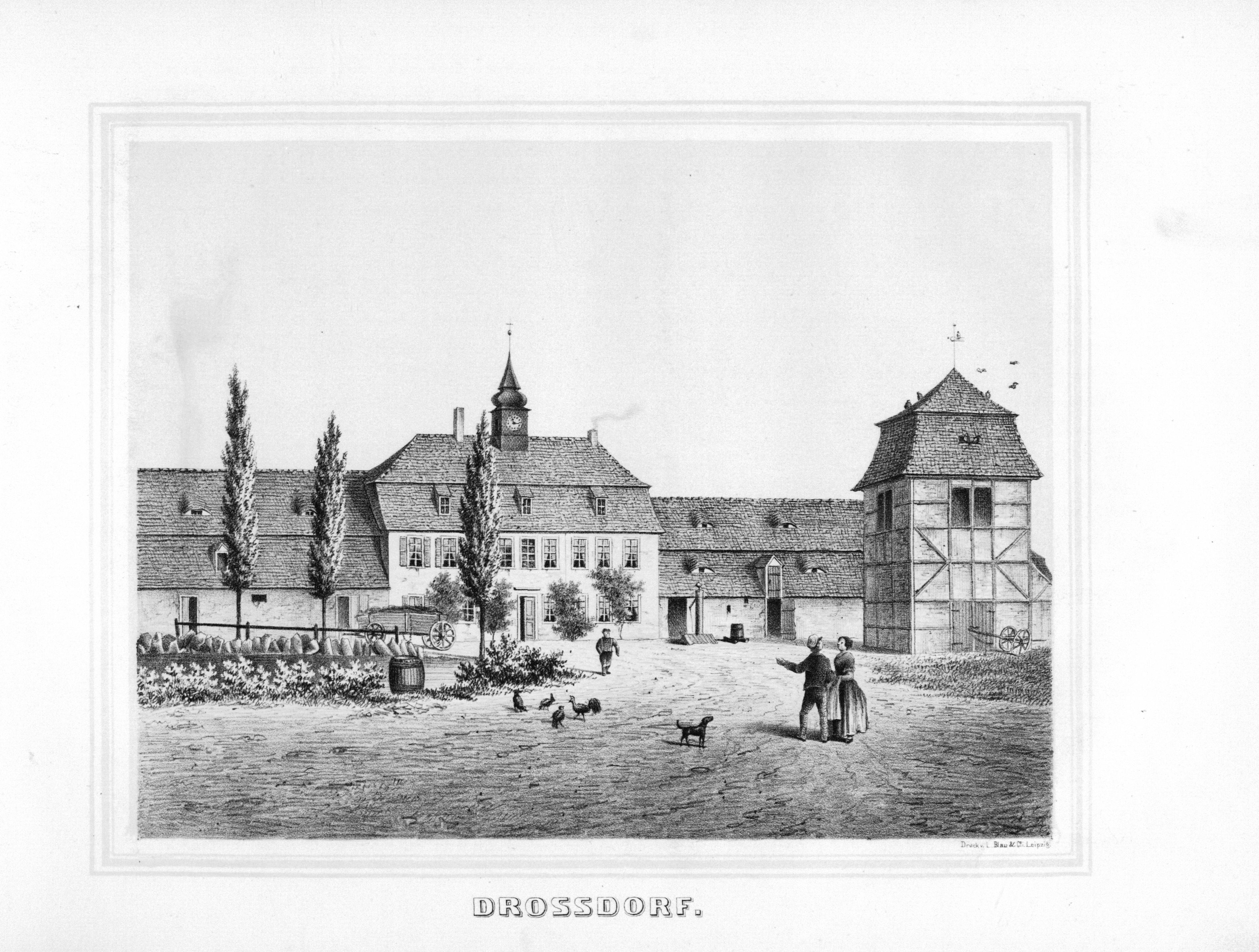
Rittergut Droßdorf

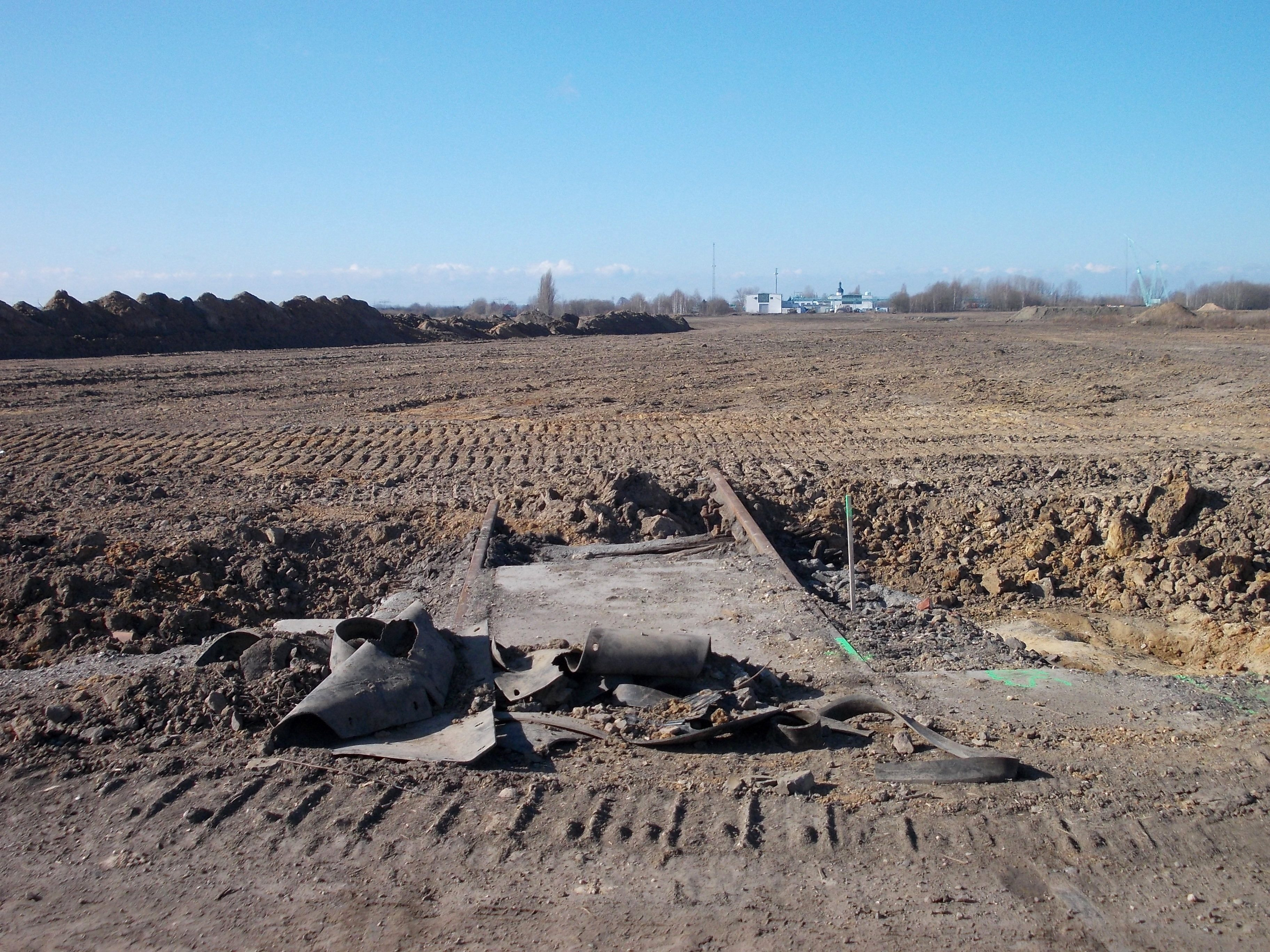
Gleisrest beim ehemaligen Bahnhof Droßdorf

Droßdorf wurde um 1150 als „Drogisdorff“ genannt. Das örtliche Rittergut ist seit 1696 belegt. Der erste Besitzer war die Familie von Bose, die das Gut zu Beginn des 18. Jahrhunderts an die Familie von Helldorf verkaufte. Droßdorf lag bis 1856 im kursächsischen bzw. königlich-sächsischen Amt Borna. Ab 1856 gehörte der Ort zum Gerichtsamt Borna und ab 1875 zur Amtshauptmannschaft Borna. Am 1. Oktober 1909 erhielt Droßdorf mit der gleichnamigen Station einen Eisenbahnanschluss an der Bahnstrecke Neukieritzsch–Pegau. 
1952 wurde Droßdorf dem Kreis Borna im Bezirk Leipzig zugeteilt. Am 1. April 1966 erfolgte die Eingemeindung nach Großstolpen. In das Abbaugebiet des sich seit 1949 von Süden und später von Westen her nähernden Tagebaus Schleenhain war Droßdorf aufgrund seiner Randlage an der Fernverkehrsstraße 176 zunächst nicht eingeplant. Dennoch erfolgte in den Jahren 1982 bis 1983 der Abbruch des Orts und des Ritterguts. Die 300 Einwohner von Droßdorf wurden dabei umgesiedelt. Im Groitzscher Ortsteil Großpriesligk entstanden ab 1981 für die ehemaligen Droßdorfer neue Eigenheime in der „Droßdorfer Straße“. Die Devastierung überlebten in Droßdorf einzig der Bahnhof, eine Schäferei und die etwas nördlich gelegene Ziegelei. Die Gebäude wurden aber später abgerissen. Auch der Standort des 1884 eingeweihten Luther-Denkmals einen Kilometer östlich von Droßdorf lag im Abbaugebiet des Tagebaus Schleenhain. Aus diesem Grund wurde der 3,50 Meter hohe Obelisk mit Bildnissen von Katharina und Martin Luther im Jahr 1983 auf den Markt von Neukieritzsch umgesetzt. Katharina von Bora, die spätere Ehefrau Martin Luthers, wurde 1499 in der Nähe auf Gut Lippendorf geboren. Ihr Mann kaufte für sie als Alterssitz Jahre später das in der Gemarkung Kieritzsch gelegene Gut Zöllsdorf, dessen Standort ebenfalls dem Tagebau weichen musste.
Am 1. Juni 1997 wurde der Reiseverkehr auf der Bahnstrecke Neukieritzsch–Pegau endgültig eingestellt. 1998 erfolgte der Abriss aller Hochbauten auf dem Gelände der Station Droßdorf, d. h. das u. a. des Stellwerks und des Empfangsgebäudes aus dem Jahr 1957. Teile der früheren Strecke wurden vom Tagebau Vereinigtes Schleenhain überbaggert. Die bisher noch nicht überbaggerte Flur von Droßdorf ist für den Abbau vorgesehen.
Durch die Eingemeindung von Großstolpen nach Groitzsch gehört die Ortsflur von Droßdorf seit dem 1. Januar 1996 zu Groitzsch.

## Orte der Erinnerung
Der Wappenstein des im Jahr 1910 erbauten Droßdorfer Herrenhauses steht heute als einziger Rest des Gebäudes auf einem Sandsteinsockel im Flurstein-Lapidarium auf der Wiprechtsburg Groitzsch.